# Sim (fiume)
Il Sim (in russo Сим?; in lingua baschira: Эҫем) è un fiume della Russia europea orientale, affluente di destra della Belaja, nel bacino della Kama. Scorre nell'Oblast' di Čeljabinsk e nella Repubblica del Baškortostan. 
La sorgente del fiume si trova sulle pendici settentrionali dei monti Amšar (Urali meridionali); scorre dapprima in direzione settentrionale, poi svolta in direzione sud-occidentale. Lungo il fiume si trovano le città di: Sim, Min'jar e Aša. Nel corso superiore, dalla città di Sim alla città di Aša, il fiume scorre tra catene montuose situate su entrambi i lati e ricoperte da foreste miste. A valle, lungo gli argini, è presente un bosco con fitto sottobosco e piccole paludi. Nei tratti più bassi, le rive del Sim sono piatte e sabbiose, la corrente è veloce. Il fiume ha una lunghezza di 239 km, il suo bacino è di 11 700 km². Sfocia nella Belaja a 561 km dalla foce. I principali affluenti del Sim sono l'Inzer (lungo 307 km) e la Lemeza (119 km) provenienti dalla sinistra idrografica.